# ويلا بياتريس بلاير
ويلا بياتريس بلاير (9 أغسطس 1909- 29 أغسطس 2003) معلمة أمريكية ومديرة كلية وناشطة في مجال الحقوق المدنية وموظفة فيدرالية. أصبحت ويلا بلاير أول امرأة أمريكية من أصل أفريقي تكلف بإدارة كلية الفنون الليبرالية لمدة أربع سنوات وذلك عند توليها المنصب في كلية بينيت في غرينزبورو في ولاية كارولينا الشمالية.
عملت بلاير كمدرسة في كلية بينيت خلال مسيرتها المهنية وأصبحت بعد ذلك وبشكل تدريجي مسؤولة عن عدد من المناصب الإدارية. شغلت منصب الإدارة في كلية السود الخاصة منذ عام 1955 وحتى عام 1966 خلال فترة النشاط المتزايد لحركة الحقوق المدنية في الجنوب. قدمت الدعم لطلاب كلية بينيت الذين شاركوا في الاعتصامات المطولة التي بدأها المحتجون في جرينسبورو للقضاء على العنصرية وتحقيق الاندماج في أماكن تناول الطعام في المحال التجارية وسط المدينة.
تلقت بلاير تعليمًا جيدًا وحصلت على شهادة بكالوريوس من جامعة أوهايو وسلين وشهادة ماجستير من كلية أوبرلين وشهادة دبلوم من جامعة غرينوبل في فرنسا وحصلت كذلك على درجة الدكتوراه من جامعة كولومبيا. عينت بلاير من قبل الرئيس ليندون بي. جونسون في عام 1966 بعد انتهاء مدة إدارتها في كلية بينيت كأول مديرة لقسم الدعم الجامعي في وزارة الصحة والتعليم والرعاية الاجتماعية في الولايات المتحدة وبقيت في المنصب حتى عام 1986.

## خلفية
ولدت ويلا بلاير لكلارينس سي. وبياتريس (داي) بلاير في جاكسون ميسيسيبي في عام 1909، وهي الابنة الصغرى بين ثلاثة أبناء. انتقلت العائلة إلى أكرون أوهايو في عام 1917 عندما كان عمر ويلا 8 سنوات خلال فترة الهجرة الكبرى للأمريكيين من أصل أفريقي إلى المدن الصناعية في الشمال والغرب الأوسط، سعيًا للحصول على فرص عمل وتعليم في النصف الأول من القرن العشرين. تربت بلاير ضمن عائلة متدينة وشاركت مع عائلتها في الأنشطة الدينية ضمن الكنيسة الميثودية. قضت بلاير ساعات طويلة خلال سنين المراهقة في جوقة الشباب التي ساعدتها في رسم طريقها إلى الكلية. تخرجت لاير من المدرسة الثانوية في اكرون وحصلت على قبول في جامعة أوهايو ويسليان عام 1925 وهي جامعة ميثودية أيضًأ.
كانت بلاير واحدة من بين ثلاثة طلاب أمريكيين من أصل أفريقي قبلوا في الكلية ذلك العام. لم يكن مسموحًا لهم العيش ضمن مساكن الحرم الجامعي بسبب الاعتقاد بضرورة وضع أحكام خاصة بهم. تخرجت بلاير عام 1929 مع أختها الموسيقية إيديث بلاير براون. حصلت بلاير في عام 1930 على شهادة الماجستير من كلية أوبرلين.

## العمل الأكاديمي
عينت بلاير في خريف عام 1930 عندما كانت في الحادي والعشرين من عمرها لتدريس اللغة اللاتينية والفرنسية في كلية بينيت وهي كلية خاصة بالأمريكيين من أصل أفريقي تتبع للديانة الميثودية وتقع في جرينسبورو في ولاية كارولينا الشمالية. تأسست في الأصل عام 1873 كمدرسة عادية مختلطة لتدريب المعلمين وأصبحت في عام 1926 كلية للإناث فقط.
حصلت بلاير على إذن بالغياب للتحضير للدراسات العليا وذلك بعد تدريسها لبضع سنوات في كلية بينيت، ودرست في جامعة غرينوبل في فرنسا حيث تلقت شهادة دبلوم عام 1935.

## إدارة الكلية
عادت بلاير إلى كلية بينيت بعد دراستها في فرنسا. اختيرت لتكون مديرة قسم القبول الجامعي وشغلت أيضًا منصب العميد بالنيابة. قادت الطالبة الجديدة فرانسيس جونز ابنة رئيس الكلية ديفيد دالاس جونز في عام 1937 حراكًا للدفاع عن الحقوق المدنية في جرينسبورو. قدمت بلاير وروبرت ناثانيل ديت النصيحة للطالبة الشابة جونز خلال قيادتها لحملة المقاطعة والاحتجاج على دور السينما والملصقات العنصرية للأفلام التي تعرض وسط المدينة في جرينسبورو.
غادرت بلاير كلية بينيت للحصول على درجة الدكتوراه التي تلقتها من جامعة كولومبيا في عام 1948. تابعت بعد ذلك بسنوات دراساتها ما بعد الدكتوراه في جامعة شيكاغو وفي جامعة ويسكنسون. حصلت بلاير على ترقية بعد عودتها لكلية بينيت لتصبح منسقة تعليمية وفي عام 1952 أصبحت نائب رئيس الكلية.
كانت أول شخص ذا بشرة ملونة يعرض عليه منصب رئاسة كلية سبيلمان في أتلانتا في ذلك العام، لكنها اختارت أن تبقى في كلية بينيت التي كان ديفيد دالاس جونز ما يزال رئيسًا لها.
اختيرت بلاير رئيسًا لكلية بينيت بالنيابة عن جونز عندما شخص بإصابته بمرض السرطان. رشح جونز اسم بلاير إلى مجلس الإدارة لمنصب الرئاسة في كلية بينيت علمًا منه بأنه لن يكون قادرًا على أداء واجباته الإدارية. نصبت ويلا في خريف عام 1956 كرئيس لكلية بينيت، لتكون بذلك أول امرأة أمريكية من أصل أفريقي تكلف بإدارة كلية لمدة أربع سنوات. في عام 1957 حصلت بلاير على اعتماد الكلية من الرابطة الجنوبية للكليات والمدارس.

### حركة الحقوق المدنية
في فترة ما بعد الحرب، ازدادت فاعلية المنظمات الناشطة في مجال الحقوق المدنية لتحقيق العدالة العرقية وتطبيق الحقوق الدستورية، من ضمنها تطبيق الدمج المجتمعي في المرافق العامة وإعطاء الحق للناس السود في التسجيل والتصويت في الجنوب. حرم معظم السود في ولاية شمال كارولينا وغيرها من الولايات الجنوبية من ممارسة حقوقهم الشرعية منذ مطلع القرن بفعل قوانين الهيئات التشريعية التي يهيمن عليها البيض. ولد هذا الحراك نوعًا من المقاومة وأثار الجدل بين أولئك الذين لم يريدوا إحداث أي تغيير في نظام جيم كرو الاجتماعي.
دعي القس مارتن لوثر كينغ الأصغر وهو قائد حملة مقاطعة باصات مونتغمري في عام 1955 ومؤسس مساعد لمؤتمر القيادة المسيحية الجنوبية في عام 1957 إلى جرينسبورو في فبراير عام 1958 من قبل رجال الدين المحليين الأمريكيين من أصل أفريقي والرابطة الوطنية لدعم الملونين. لكن بسبب الجدل الدائر حوله وحول نشاطه المدني فإن الكنائس والكليات المحلية لم ترغب باستضافته كمتحدث. صرحت بلاير عندما طلب منها استضافته: «كلية بينيت هي كلية للفنون الليبرالية حيث الحرية تصدح بأعلى صوتها، لذا بإمكان مارتن لوثر كينغ أن يلقي خطابه هنا». ألقى لوثر كينغ خطابه لحشد هائل من الناس في 11 فبراير عام 1958 في كنيسة آني ميرنر فايفر في بينيت. شجعت ويلا بلاير نساء كلية بينيت على التعبير عن معتقداتهن وأفكارهن تجاه الحقوق المدنية والنشاط في هذا المجال. لم تكن مدركة في البداية أن طلاب كلية بينيت كانوا يخططون لمظاهرات الحقوق المدنية بعد خطاب لوثر كينغ وهاورد ثورمان وبنجامين إي. مايز في الكلية. شجعتهم بلاير على المضي في الاعتصامات بهدف تحقيق الاندماج في أماكن تناول الطعام العامة. عقدت اجتماعات مع الموظفين والهيئة التدريسية في الكلية خلال اعتصامات جرينسبورو لدعم الطلاب الموجودين في السجون والسماح لهم بتسليم مشاريعهم كي لا يتخلفوا عن دراستهم.